# Groisy
Groisy är en kommun i departementet Haute-Savoie i regionen Auvergne-Rhône-Alpes i sydöstra Frankrike. Kommunen ligger i kantonen Thorens-Glières som tillhör arrondissementet Annecy. År 2022 hade Groisy 4 044 invånare.

## Befolkningsutveckling
Antalet invånare i kommunen Groisy
| Referens: INSEE |